# Ingolsheim
Cet article possède un paronyme, voir Lingolsheim.
Ingolsheim [iŋ(ɡ)ɔlsaim]  est une commune française située dans la circonscription administrative du Bas-Rhin et, depuis le 1er janvier 2021, dans le territoire de la Collectivité européenne d'Alsace, en région Grand Est.
Cette commune se trouve dans la région historique et culturelle d'Alsace et fait partie du parc naturel régional des Vosges du Nord.
Ses habitants sont appelés les Ingolsheimois, ou Ingelser en alsacien.

## Géographie

### Localisation
Ingolsheim est un petit village encore en grande partie agricole, situé entre Soultz-sous-Forêts et Wissembourg, dans le Nord de l'Alsace.
Le territoire de la commune est limitrophe de ceux de cinq communes :
| Cleebourg               |            | Riedseltz |
| Drachenbronn-Birlenbach | Ingolsheim | Seebach   |
|                         | Hunspach   |           |

### Géologie et relief
La commune se compose de 26,78 hectares de territoires artificialisés (6,00 %), 398,86 hectares de territoires agricoles (89,43 %) et 20,26 hectares de forêts et milieux semi-naturels (4,54 %).
Espaces naturels :
- Trois espaces protégés hors Natura 2000 :

Réserve de Biosphère, zone tampon,
Réserve de Biosphère, zone de transition,
Parc naturel régional.

### Hydrographie et les eaux souterraines
Hydrogéologie et climatologie : Système d’information pour la gestion de l’Aquifère rhénan, par le BRGM :
Territoire communal : Occupation du sol (Corinne Land Cover); Cours d'eau (BD Carthage),
Géologie : Carte géologique; Coupes géologiques et techniques,
 Hydrogéologie : Masses d'eau souterraine; BD Lisa; Cartes piézométriques.
La commune est dans le bassin versant du Rhin au sein du bassin Rhin-Meuse. Elle est drainée par le ruisseau le Schemperbach, le ruisseau la Heimbachgraben et le ruisseau le Kirbaechel,,.

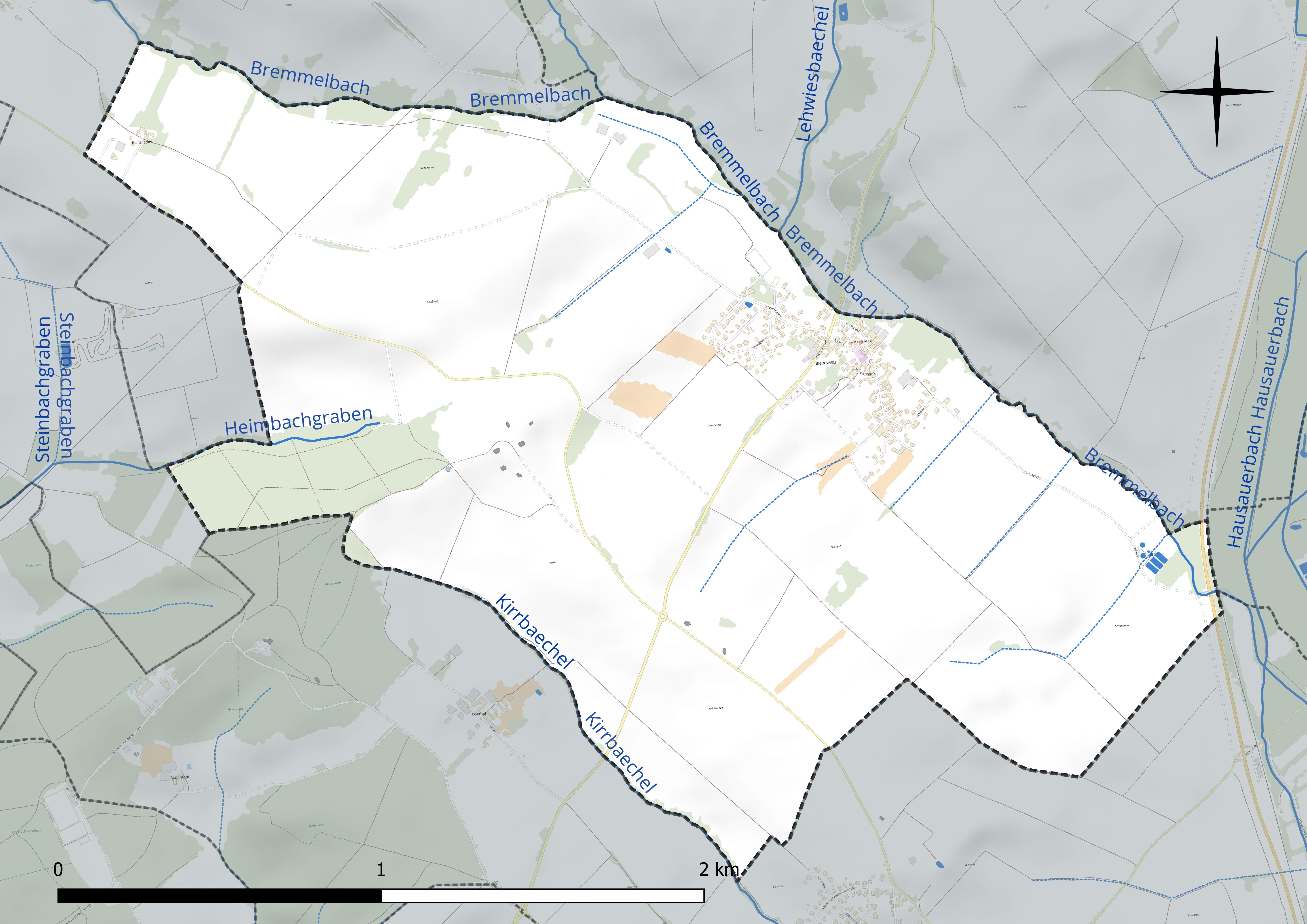
Réseau hydrographique d'Ingolsheim.

### Climat
Pour des articles plus généraux, voir Climat du Grand Est et Climat du Bas-Rhin.
En 2010, le climat de la commune est de type climat des marges montargnardes, selon une étude du Centre national de la recherche scientifique s'appuyant sur une série de données couvrant la période 1971-2000. En 2020, Météo-France publie une typologie des climats de la France métropolitaine dans laquelle la commune est exposée à un climat semi-continental et est dans la région climatique Alsace, caractérisée par une pluviométrie faible, particulièrement en automne et en hiver, un été chaud et bien ensoleillé, une humidité de l’air basse au printemps et en été, des vents faibles et des brouillards fréquents en automne (25 à 30 jours).
Pour la période 1971-2000, la température annuelle moyenne est de 10,6 °C, avec une amplitude thermique annuelle de 17,6 °C. Le cumul annuel moyen de précipitations est de 777 mm, avec 10,8 jours de précipitations en janvier et 10,6 jours en juillet. Pour la période 1991-2020, la température moyenne annuelle observée sur la station météorologique de Météo-France la plus proche, « Preuschdorf », sur la commune de Preuschdorf à 11 km à vol d'oiseau, est de 11,3 °C et le cumul annuel moyen de précipitations est de 834,2 mm. 
La température maximale relevée sur cette station est de 39,8 °C, atteinte le 4 juillet 2015 ; la température minimale est de −19,9 °C, atteinte le 8 janvier 1985,,.
Les paramètres climatiques de la commune ont été estimés pour le milieu du siècle (2041-2070) selon différents scénarios d'émission de gaz à effet de serre à partir des nouvelles projections climatiques de référence DRIAS-2020. Ils sont consultables sur un site dédié publié par Météo-France en novembre 2022.

## Urbanisme

### Typologie
Au 1er janvier 2024, Ingolsheim est catégorisée commune rurale à habitat dispersé, selon la nouvelle grille communale de densité à sept niveaux définie par l'Insee en 2022.
Elle est située hors unité urbaine. Par ailleurs la commune fait partie de l'aire d'attraction de Wissembourg (partie française), dont elle est une commune de la couronne,. Cette aire, qui regroupe 11 communes, est catégorisée dans les aires de moins de 50 000 habitants,.

### Occupation des sols
L'occupation des sols de la commune, telle qu'elle ressort de la base de données européenne d’occupation biophysique des sols Corine Land Cover (CLC), est marquée par l'importance des territoires agricoles (89,4 % en 2018), en diminution par rapport à 1990 (95,3 %). La répartition détaillée en 2018 est la suivante :
terres arables (74,4 %), prairies (10,4 %), zones urbanisées (5,9 %), forêts (4,7 %), zones agricoles hétérogènes (4,6 %). L'évolution de l’occupation des sols de la commune et de ses infrastructures peut être observée sur les différentes représentations cartographiques du territoire : la carte de Cassini (XVIIIe siècle), la carte d'état-major (1820-1866) et les cartes ou photos aériennes de l'IGN pour la période actuelle (1950 à aujourd'hui).

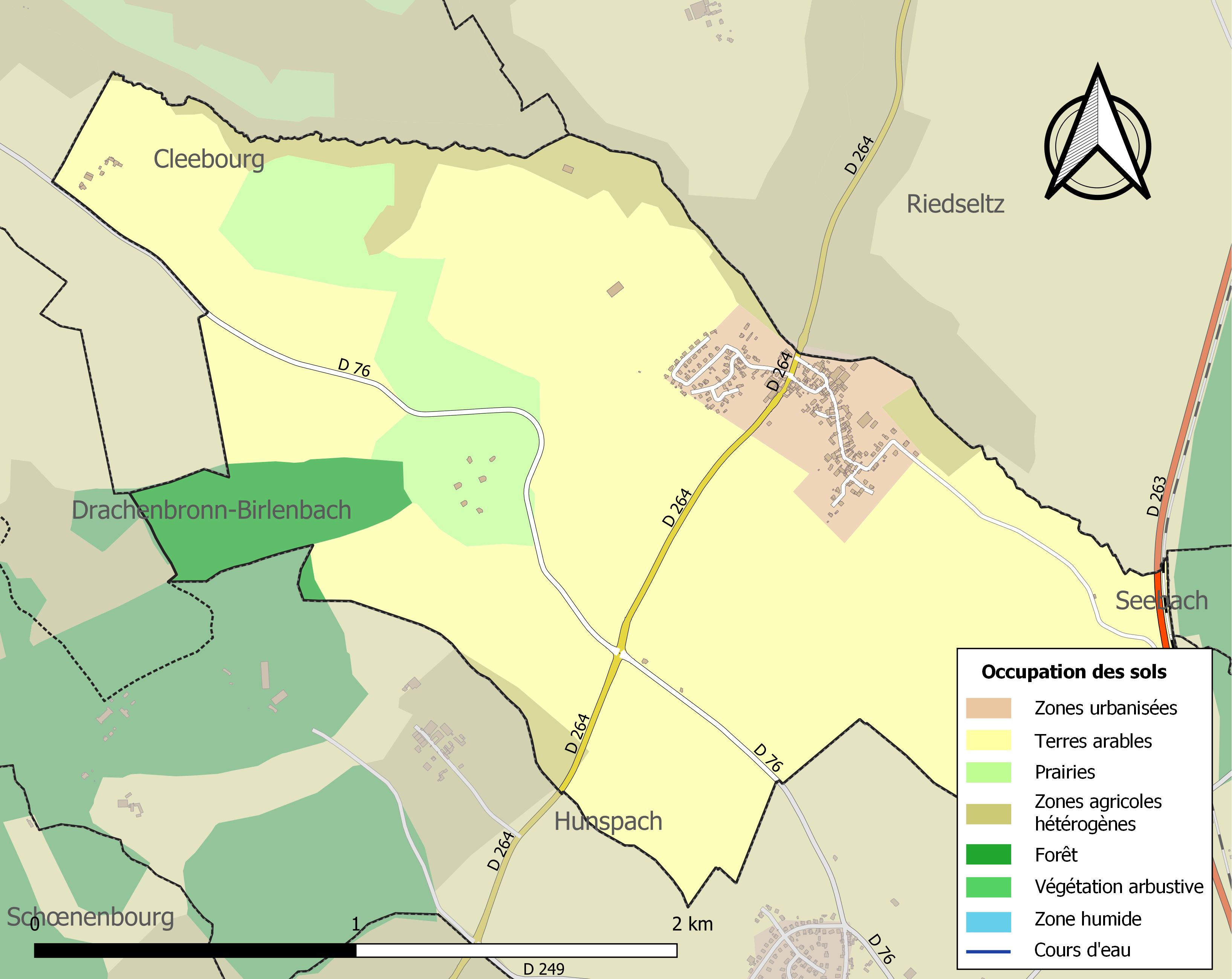
Carte des infrastructures et de l'occupation des sols de la commune en 2018 (CLC).

### Voies de communications et transports

#### Voies routières
- D264 vers Schoenen, Tiedseltz.
- D264 > D249 vers HunspacH.

#### Transports en commun

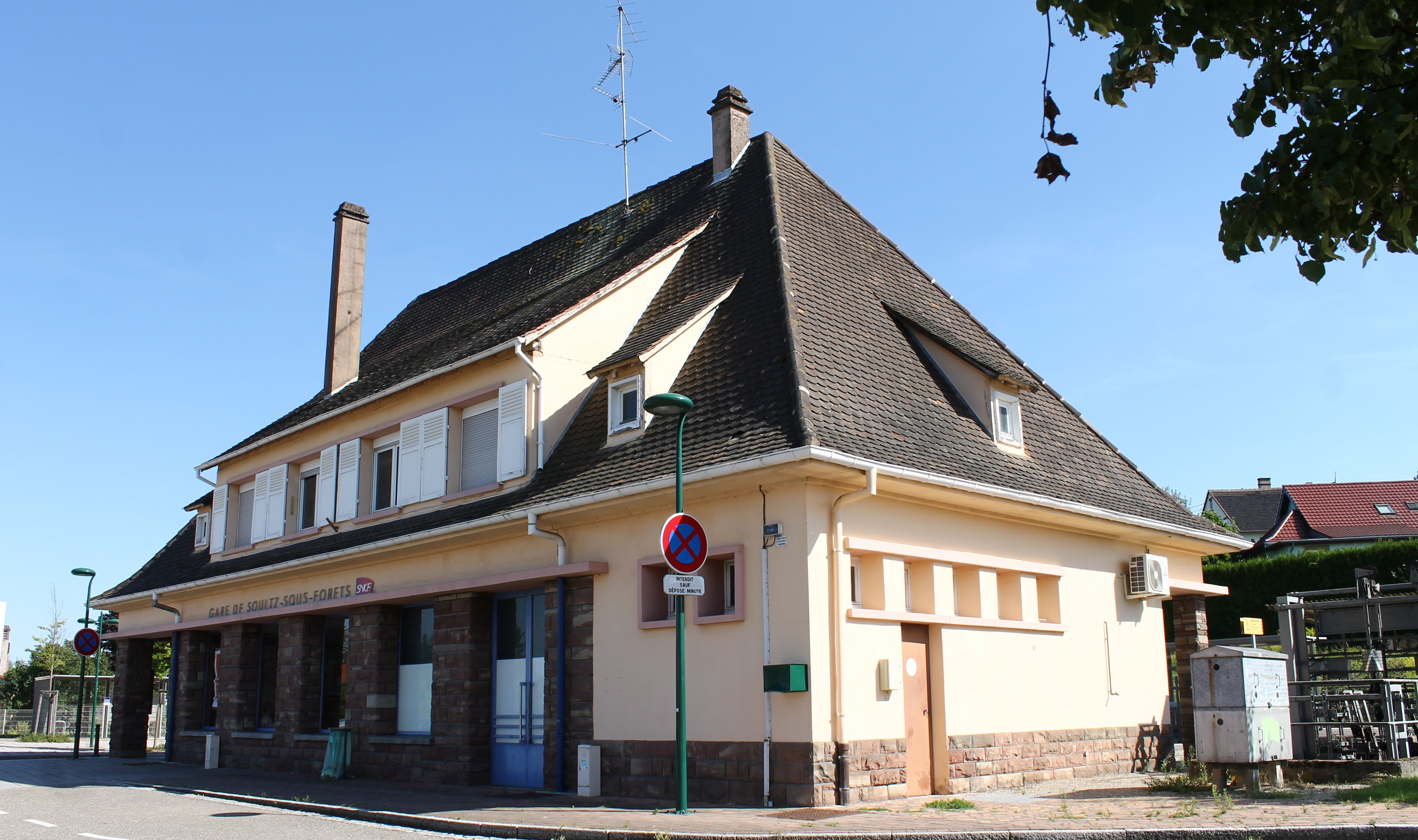
Gare de Soultz-sous-Forêts.

- Transports en Alsace.
- Fluo Grand Est.

##### SNCF
- Gare de Hunspach,
- Gare de Riedseltz,
- Gare de Hoffen,
- Gare de Soultz-sous-Forêts,
- Gare de Wissembourg.

### Risques naturels et technologiques
Commune située dans une zone 3 de sismicité modérée.

## Toponymie
Le nom de la localité est attesté sous la forme Ingoldeshaha en 967[réf. incomplète].
- D'un nom de personne germanique Ingoald + heim.
- Íngelse en francique méridional.

## Histoire
Le village d'Ingolsheim trouve ses origines très tôt, puisque le toponyme « Ingoldeshaha » se retrouve dès 967 dans la charte impériale d'Otton II.
Le nom muta ensuite plusieurs fois jusqu'à atteindre son nom définitif.
La Réforme est introduite en 1558 et un simultaneum est en vigueur jusqu'en 1900 (date de construction de l'église catholique).
La Seconde Guerre mondiale est une rude épreuve pour les habitants, due à la proximité de la ligne Maginot (moins d'1 km), et notamment l'ouvrage fortifié de Schœnenbourg.
Les habitants sont évacués à Bessines-sur-Gartempe, dans la Haute-Vienne.

## Politique et administration

### Liste des maires
| Période                                  | Période                   | Identité                                    | Étiquette | Qualité                             |
| ---------------------------------------- | ------------------------- | ------------------------------------------- | --------- | ----------------------------------- |
| Les données manquantes sont à compléter. |                           |                                             |           |                                     |
| avant 1981                               | ?                         | Georges Durst                               |           |                                     |
| 1995                                     | 2001                      | Charles Pflug                               |           |                                     |
| 2001                                     | 2014                      | Jeannot Nussbaum                            |           |                                     |
| 2014                                     | En cours (au 31 mai 2020) | Richard Frey Réélu pour le mandat 2020-2026 |           | Ouvrier qualifié de type industriel |

## Budget et fiscalité 2023

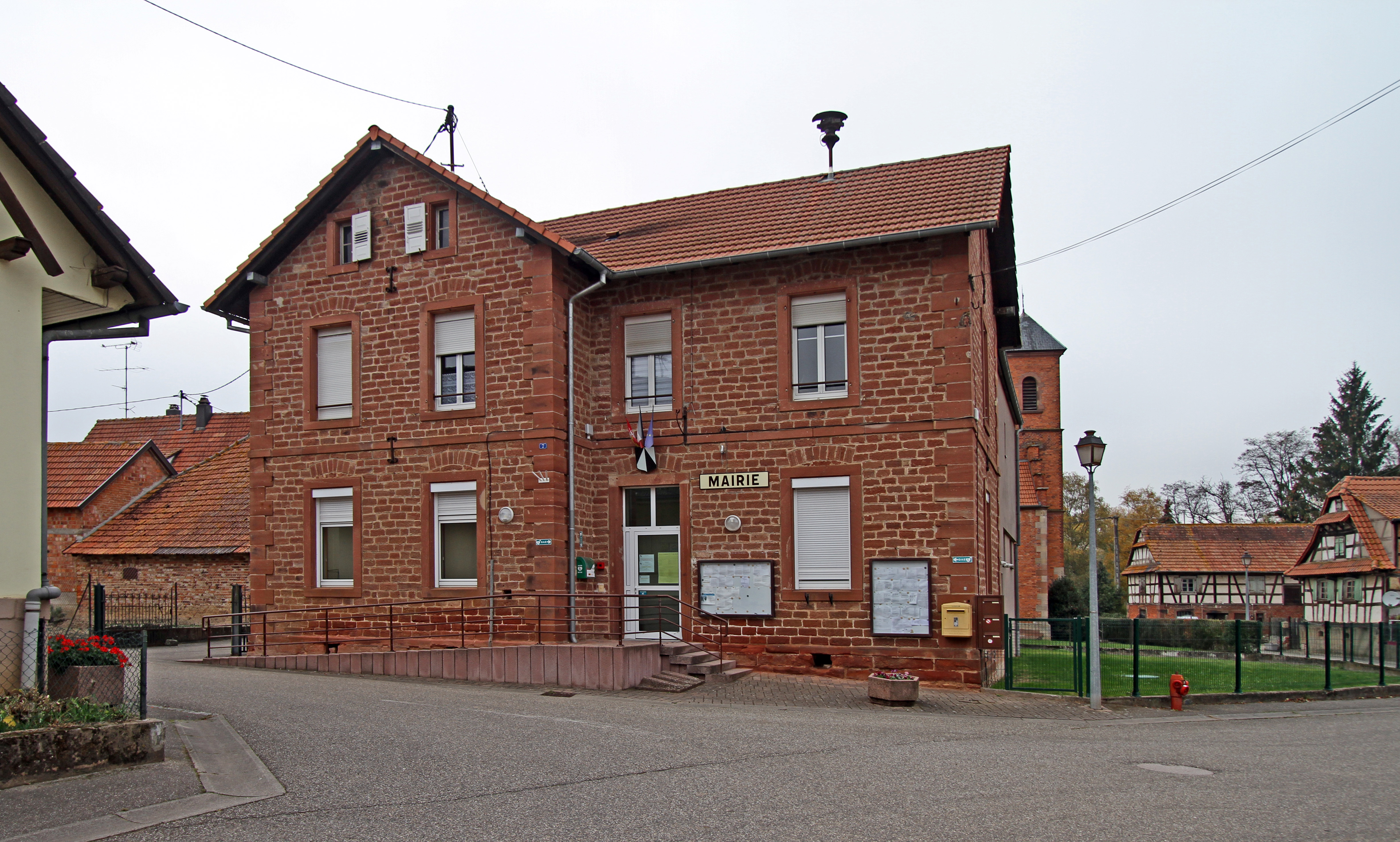
Mairie d'Ingolsheim.

En 2023, le budget de la commune était constitué ainsi :
- total des produits de fonctionnement : 247 000 €, soit 700 € par habitant ;
- total des charges de fonctionnement : 196 000 €, soit 556 € par habitant ;
- total des ressources d'investissement : 22 000 €, soit 63 € par habitant ;
- total des emplois d'investissement : 43 000 €, soit 123 € par habitant ;
- endettement : 29 000 €, soit 81 € par habitant.

Avec les taux de fiscalité suivants :
- taxe d'habitation : 22,46 % ;
- taxe foncière sur les propriétés bâties : 27,82 % ;
- taxe foncière sur les propriétés non bâties : 47,16 % ;
- taxe additionnelle à la taxe foncière sur les propriétés non bâties : 45,11 % ;
- cotisation foncière des entreprises : 22,40 %.

Chiffres clés Revenus et pauvreté des ménages en 2021 : médiane en 2021 du revenu disponible, par unité de consommation : 27 590 €.

### Intercommunalité
Commune membre de la Communauté de communes du Pays de Wissembourg.

## Équipements et services publics

### Enseignement
Établissements d'enseignements :
- École maternelle et primaire,
- Collèges à Soultz-sous-Forêts, Wissembourg, Walbourg, Wœrth, Soufflenheim,
- Lycées à Wissembourg, Walbourg, Haguenau.

### Santé
Professionnels et établissements de santé :
- Médecins à Hunspach, Riedseltz, Soultz-sous-Forêts, Stundwiller, Wissembourg.
- Pharmacies à Soultz-sous-Forêts, Wissembourg, Merkwiller-Pechelbronn, Hatten, Lembach, Woerth.
  - Hôpitaux à Lobsann, Wissembourg, Goersdorf, Haguenau.

## Population et société

### Démographie

#### Évolution démographique
L'évolution du nombre d'habitants est connue à travers les recensements de la population effectués dans la commune depuis 1793. Pour les communes de moins de 10 000 habitants, une enquête de recensement portant sur toute la population est réalisée tous les cinq ans, les populations de référence des années intermédiaires étant quant à elles estimées par interpolation ou extrapolation. Pour la commune, le premier recensement exhaustif entrant dans le cadre du nouveau dispositif a été réalisé en 2004.

En 2022, la commune comptait 361 habitants, en évolution de +18,36 % par rapport à 2016 (Bas-Rhin : +3,17 %, France hors Mayotte : +2,11 %).
| 1793 | 1800 | 1806 | 1821 | 1831 | 1836 | 1841 | 1846 | 1851 |
| ---- | ---- | ---- | ---- | ---- | ---- | ---- | ---- | ---- |
| 222  | 190  | 237  | 325  | 312  | 284  | 254  | 243  | 240  |

| 1856 | 1861 | 1866 | 1871 | 1875 | 1880 | 1885 | 1890 | 1895 |
| ---- | ---- | ---- | ---- | ---- | ---- | ---- | ---- | ---- |
| 228  | 232  | 237  | 240  | 216  | 217  | 199  | 213  | 206  |

| 1900 | 1905 | 1910 | 1921 | 1926 | 1931 | 1936 | 1946 | 1954 |
| ---- | ---- | ---- | ---- | ---- | ---- | ---- | ---- | ---- |
| 208  | 201  | 197  | 184  | 212  | 210  | 205  | 183  | 196  |

| 1962 | 1968 | 1975 | 1982 | 1990 | 1999 | 2004 | 2006 | 2009 |
| ---- | ---- | ---- | ---- | ---- | ---- | ---- | ---- | ---- |
| 204  | 204  | 198  | 199  | 250  | 269  | 290  | 285  | 289  |

| 2014 | 2019 | 2022 | - | - | - | - | - | - |
| ---- | ---- | ---- | - | - | - | - | - | - |
| 283  | 347  | 361  | - | - | - | - | - | - |

### Cultes
- Culte catholique, Diocèse de Strasbourg.
- Culte protestant, Paroisse protestante[36].

## Économie

### Entreprises et commerces
Village principalement agricole, les habitants d'Ingolsheim travaillent dans les villes alentour.

#### Agriculture
- Culture de la vigne.
- Culture de céréales (à l'exception du riz), de légumineuses et de graines oléagineuses.
- Élevage d'ovins et de caprins.

#### Tourisme
- Gîtes ruraux.
- Chambres d'hôtes.

#### Commerces
- Commerces et services de proximité à Hunspach, Riedseltz, Seebach, Soultz-sous-Forêts, Wissembourg[37].

### Lieux et monuments

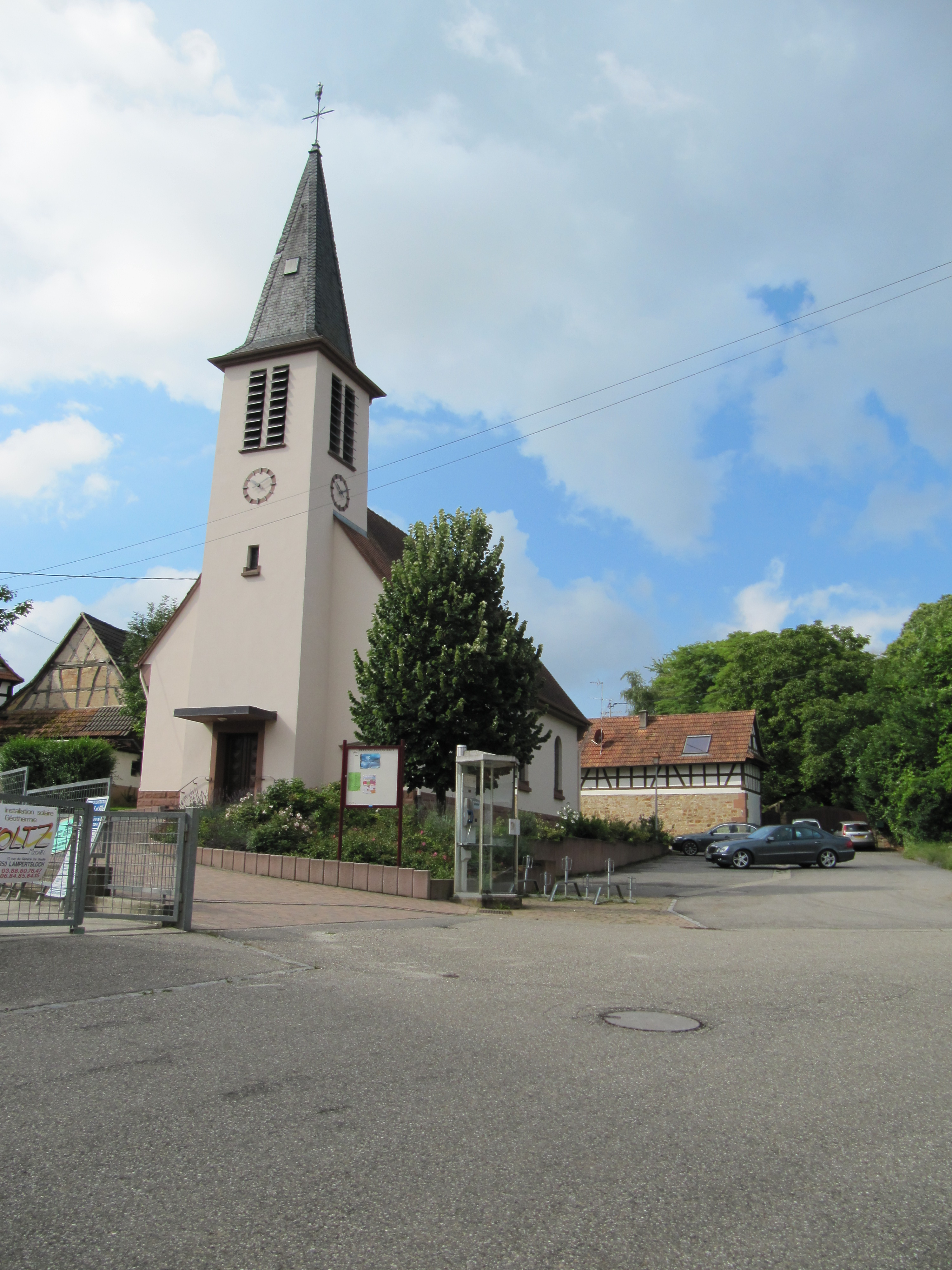
Ingolsheim, église protestante.

## Culture locale et patrimoine

### Église protestante

#### Bref historique
La chapelle mentionnée en 1298, consolidée en 1598, est détruite lors de la guerre de Trente Ans (1618-1648). La nouvelle église, édifiée en 1783, est d'abord affectée au culte protestant, puis aux deux confessions jusqu'en 1901. Située non loin du pont du village, elle est soufflée lors de l'explosion d'une bombe en 1940. Les habitants d'Ingolsheim n'ont pas été témoin du désastre, réfugiés qu'ils étaient alors en Haute-Vienne, autour de Bessines-sur-Gartempes. Seule l'une des deux cloches, pesant 200 kg, fut retrouvée intacte sous les décombres. Par la suite, elle allait être hissée dans le clocher du nouveau sanctuaire construit en 1955 seulement, mais à un nouvel emplacement. Cette église réformée de tradition calviniste dépend de la paroisse protestante de Hunspach et fait partie de l'Église protestante réformée d'Alsace et de Lorraine, sous le  régime concordataire.

#### L'orgue de l'église protestante
L'instrument a été construit en 1966 par Georges Émile Walther. C'est l'opus 55 de la maison Muhleisen. L'expert chargé du projet était Jean-Daniel Weber (ECAAL) ; l'harmonisation a été réalisée "à plein vent" par Emile Wolf. Il semble que ce soit le premier orgue d'Ingolsheim. Il n'y en avait pas dans l'ancienne église simultanée détruite en 1940.
C'est un orgue de la série appelée "SEKA". L'instrument « fondateur » avait été commandé par l’Église luthérienne du Pays de Bade, et conçu pour les petites paroisses protestantes comme orgue d’accompagnement. Les SEKA comprenaient plusieurs modèles de 4 à 8 jeux. Le dernier fut posé à la Cité de l'Ill (Strasbourg) en 1979.

### Église catholique Saint-Michel

#### La construction de l'église (1900-1901)

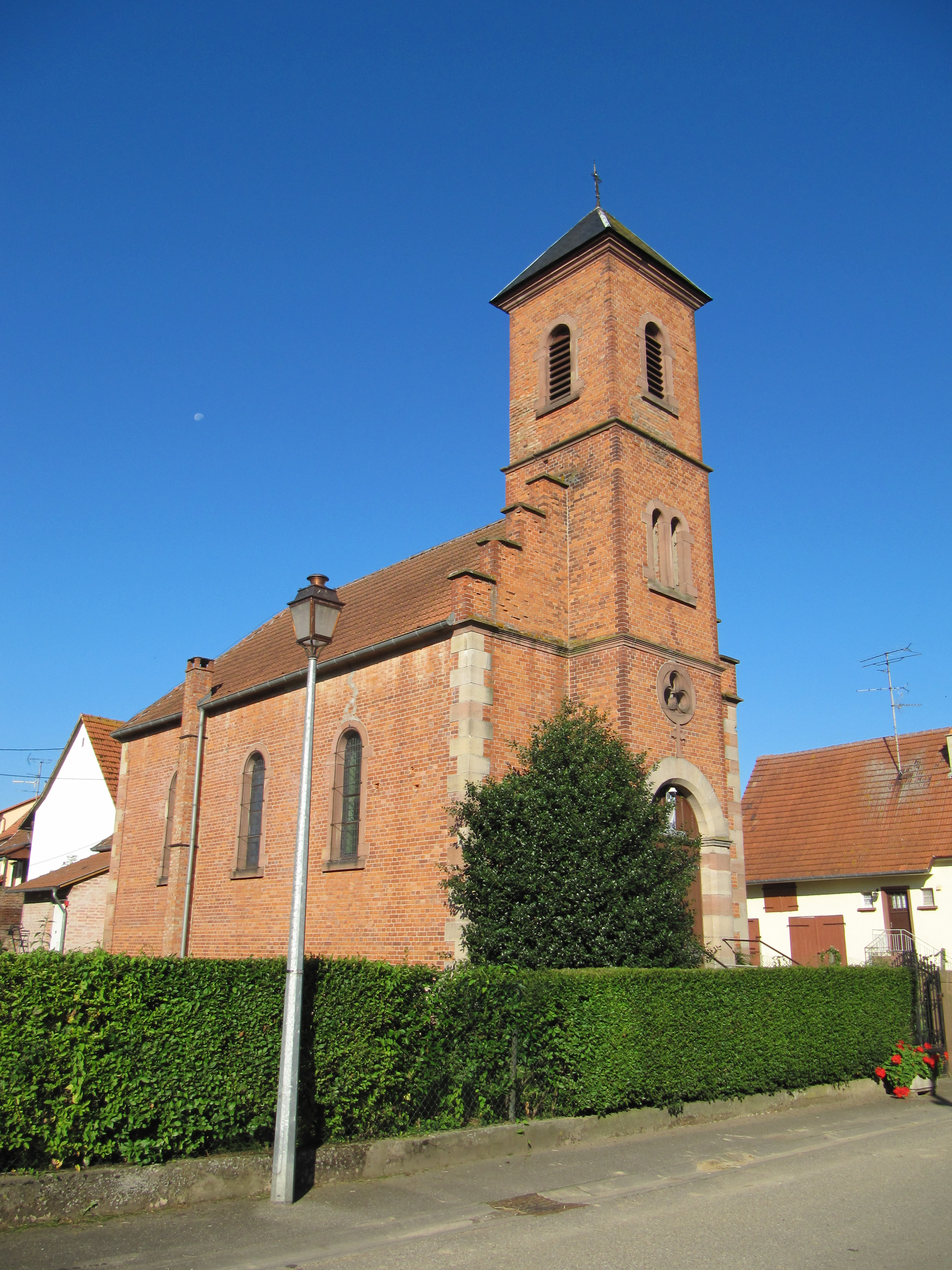
Ingolsheim, église Saint-Michel.

L'église au bord de la route de Wissembourg à Soultz-sous-Forêts (construite entre 1783, détruite en 1940 par une explosion) servit aux deux confessions : c'était le simultaneum. Cette situation d'usage simultané de l'édifice cultuel n'était pas exempte de frictions malgré la bonne volonté réciproque. Elle réussit cependant à se maintenir jusqu'à la fin du XIXe siècle. À ce moment-là, le chanoine Kelhetter, incita l'abbé Bechthold, curé de Riedseltz, à faire construire une petite église dans son annexe d'Ingolsheim. Il accompagna sa proposition d'une avance de 300 RM pour engager le projet,,.
Lorsqu'en avril 1900, les bâtiments qui cachaient le chœur de l'Abbatiale Saint-Pierre-et-Saint-Paul de Wissembourg furent démolis, le curé Joseph Bechthold y vit l'occasion unique d'acquérir à peu de frais des briques pour son chantier. Dès le 20 juin, elles commencèrent à s'entasser sur le terrain de construction à quelques pas de l'école. Dans un carnet de 16 pages intitulé "Verzeichnis der Riedseltzer Bürger, die zum Neubau einer katholischen Kirche in Ingolsheim Materialen angefahen haben, 1900" (archives de la paroisse de Riedseltz), sont répertoriés quelque 489 voyages avec les noms des bénévoles, leur attelage et leur chargement. Nous apprenons ainsi que du 27 juin au 5 juillet 1900, ils transportèrent 51 466 briques de Wissembourg à Ingolsheim et autres quantités de sable, tuiles et pierres de taille.

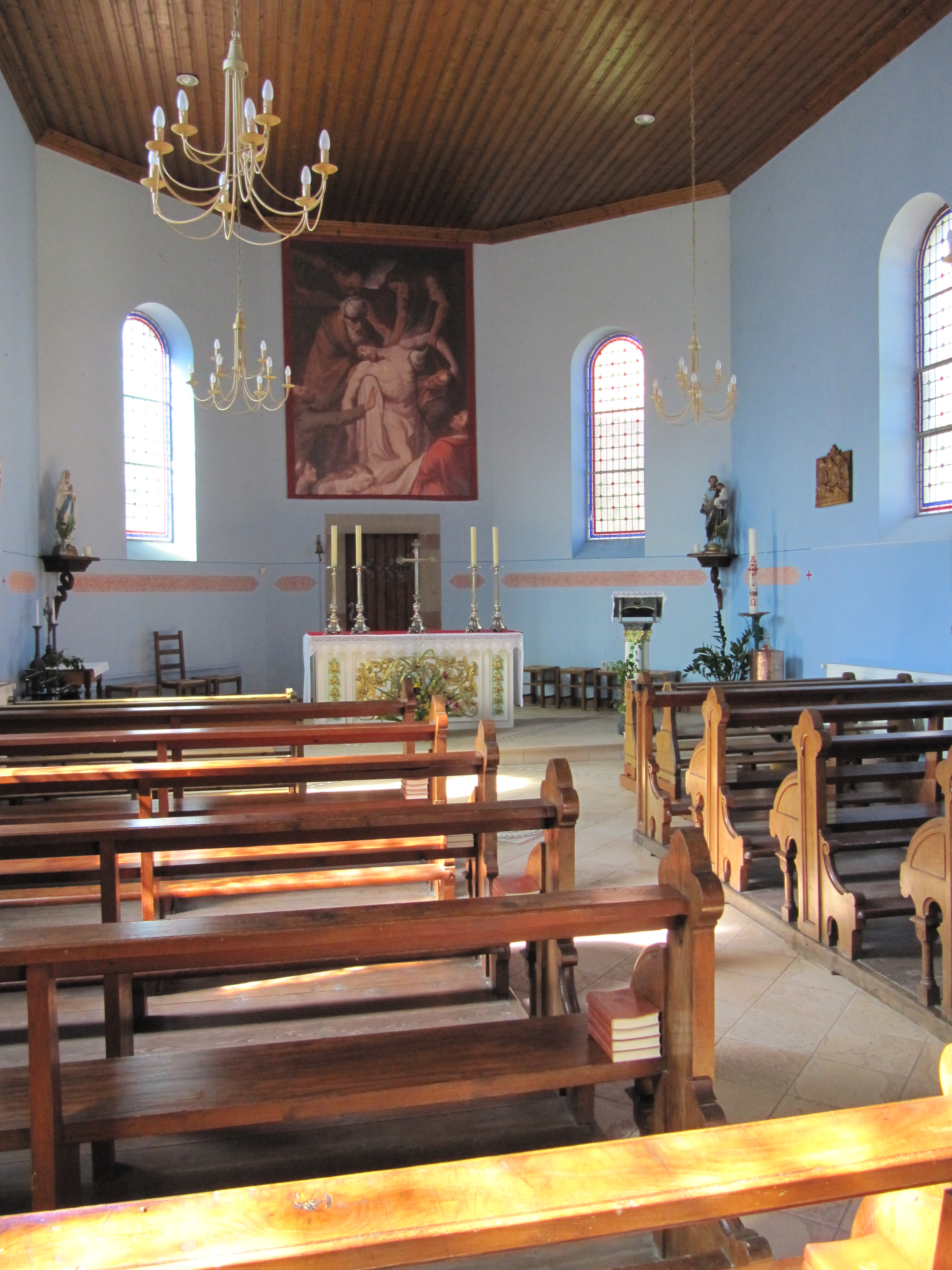
Ingolsheim, église Saint-Michel (intérieur).

Le Conseil de fabrique avait approuvé, le 10 juin, le projet de l'architecte Steller qui s'élevait à 5 500 RM avec la promesse d'une subvention de 1 500 RM. L'argent était disponible ; les travaux pouvaient commencer. Le maître d'œuvre Bogner de Keffenach commença les travaux de fondations le 20 juillet 1900 ; furent achevés le 12 août et arrosés par 23 bouteilles de bière. Lorsque la construction s'engagea dans sa phase active, l'ambition des promoteurs s'accrut et l'on estima qu'un clocher donnerait plus de majesté à l'ensemble. Cette modification coûtera 3 500 RM supplémentaires dont 1 500 de subvention.
L'ouvrage avançait. Et déjà il fallait songer aux cérémonies d'inauguration. Elles eurent lieu le 5 décembre 1901 en présence du curé-doyen Jean-Baptiste Steffan de Wissembourg, du comte de Bissingen représentant le gouvernement, de 22 ecclésiastiques et de toute la population du village. La Weissenburger Zeitung du mardi 10 décembre 1901 se fit l'écho de la manifestation : "Am Donnerstag wurde die neue Kirche im Beisein von 20 Geistlichen und unter grossem Andrang der Gläubigen der Umgegend, besonders aus Riedseltz, feierlich eingeweiht. Nachdem der Weiheakt von Stadtpfarrer Steffan aus Weissenburg vorgenommen war, hielt Diözesanmissionnär Kelhetter die Festpredigt. Kantonnalpfarrer Ludwig von Sulz u. Wald sang hierauf das Hochamt für alle Diejenigen, welche zum Neubau der Kirche beigetragen haben. Dabei gab der Sängerchor von Riedseltz Proben seines Könnens zum Besten und verdiente für seine Leistungen Allgemeine Anerkennung".
Le 29 mai 1902, un arrêté ministériel constate officiellement la fin du simultaneum à Ingolsheim. Au cours de la Seconde Guerre mondiale, le clocher de l'église fut endommagé ; lors de sa reconstruction, son aspect initial fut modifié.

#### Les cloches de l'église Saint-Michel (1902 et 2000)
La construction de la nouvelle église d'Ingolsheim étant achevée, on procéda dès 1902 à l'installation de deux cloches ; elles ont été coulées par Johann Georg Pfeiffer de Kaiserslautern :
- la cloche "Sankt Michael" (env. 125 kg) ; parrain : Michael Horner de Schœnenbourg ; marraine : Katharina Kauff d'Ingolsheim.
- la cloche "Sankt Georg" (env. 105 kg, Fa 4) ; parrain : Philipp Kauff d'Ingolsheim ; marraine : Margaretha Waltz d'Ingolsheim.

La Première Guerre mondiale éclate en 1914. L'église d'Ingolsheim, comme beaucoup d'autres églises, se voit réquisitionner l'une de ses cloches, "Sankt Michael", le 27 juillet 1917. Une indemnité de 623 M a été versée à la fabrique de la paroisse de Riedseltz-Ingolsheim. La cloche réquisitionnée n'a pas été remplacée après la guerre : durant de longues décennies, la cloche "Sankt Georg"  sera seule à accompagner les joies et les peines célébrées dans la petite église Saint-Michel.
En août 1999, un paroissien d'Ingolsheim, avec l'aide du chanoine René Levresse, chancelier de l'archevêché de Strasbourg, consulta les archives relatives à l'église d'Ingolsheim. Ils découvrirent un écrit intéressant et oublié : la déclaration de la réquisition des cloches des églises catholiques de Riedseltz et d'Ingolsheim en 1917. Très vite quelques paroissiens d'Ingolsheim ont l'idée de travailler au projet de remise en place d'une deuxième cloche dans leur église. La maison Voegelé de Strasbourg-Koenigshoffen propose un devis d'un montant de 6 318 €  (septembre 1999) ; cette somme n'étant pas disponible, le projet est momentanément abandonné.
Lorsque le projet est à nouveau relancé (janvier 2003), la maison Voegelé est en possession d'une cloche neuve invendue qui pourrait convenir au clocher de l'église Saint-Michel ; elle pourrait être cédée et installée pour la somme de 4 701 €. Cette cloche était initialement destinée à la paroisse de Matoury (Guyane). Le P. Joseph Plug, missionnaire spiritain originaire d'Alsace, projetait de construire une nouvelle église sur sa paroisse de Matoury ; il passa commande de quatre cloches auprès de la maison Voegelé, en 2000. Peu de temps après, le P. Plug quitta sa paroisse et son successeur renonça au projet de construction. Les cloches venant d'être coulées au Mont Sainte-Odile dans le cadre de l'opération "Cloches 2000", elles restèrent en Alsace et furent mises en vente. L'une d'entre-elles rejoindra le clocher de l'église d'Ingolsheim :
- la cloche « Saint Pierre » (226 kg, Ré 4). Elle a été coulée en août 2000 au Mont Sainte-Odile sous la direction de la maison Voegelé de Strasbourg-Koenigshoffen, avec la coopération des fondeurs Herrmann Schmitt (Brockscheid) et Frère Michaël (abbaye de Maria-Laach). Bénédiction le 12 septembre 2004 par l'abbé Patrick Koehler, curé de la paroisse de Riedseltz-Ingolsheim.

Grâce à la ténacité d'une poignée de paroissiens et à la générosité de nombreux donateurs, grâce à l'appui de la fabrique de l'église, de la paroisse protestante, de la commune d'Ingolsheim et du conseiller général Jean-Laurent Vonau, l'église Saint-Michel a retrouvé une deuxième cloche.

### Fermes

#### Ferme, 5 rue de Bessines[47], 1815-1858
Sur le pignon, les deux petits volets, à l'étage, permettent à la fois d'aérer et d'éclairer le grenier. Ce type d'aménagement est propre aux maisons à un seul étage, ne possédant qu'une fenêtre pour l'unique pièce aménagée en longueur, dans laquelle sont souvent installés, à l'origine, les lits des enfants, directement sous la pente du toit.

#### Ferme, 1 rue Eckhard[48], 1752
La ferme porte la date d'édification sur le linteau de la cave. Contrairement aux traditionnelles maisons à colombages du XVIIIe siècle, la disposition des poutres est loin d'être symétrique. L'arrière de la maison, détruit par l'explosion d'une bombe en 1940, a été réparé, en maçonnerie.

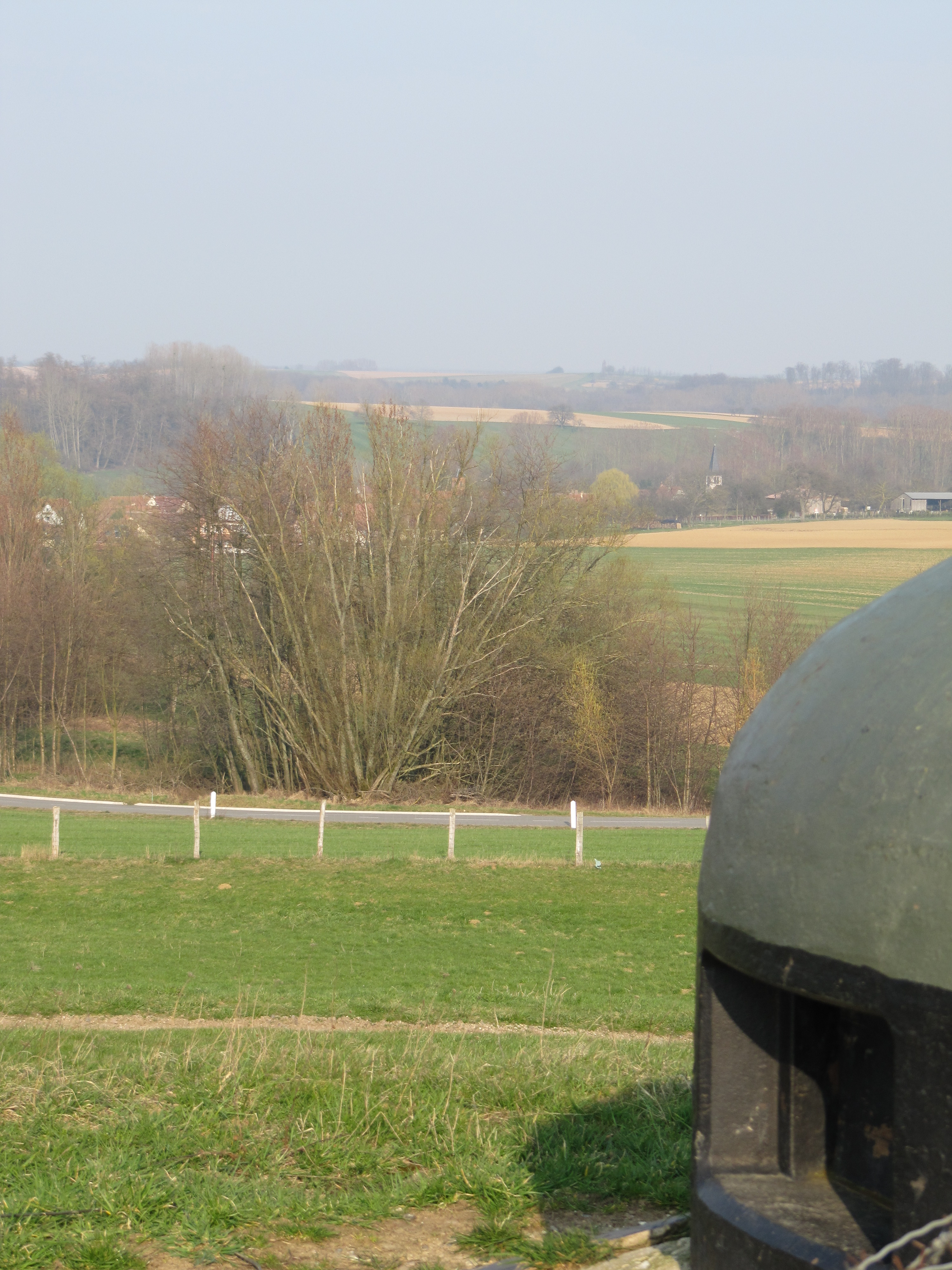
Ingolsheim, vue sur le village (depuis la ligne Maginot).

### Ligne Maginot
Figées sur les hauteurs à l'ouest du village, les tourelles métalliques en forme de cloches de l'ouvrage de Schœnenbourg, l'une des pièces maîtresses de la ligne Maginot, montent une garde désormais inutile, à l'heure de l'Europe. En réalité, le fort est propriété conjointe, depuis que l'Armée en 1999 a décidé sa cession, des communes de Hunspach (5 ha) et Ingolsheim (18 ha), sur le territoire desquelles se trouve l'ensemble patrimonial classé monument historique.
La gestion reste confiée, par bail emphytéotique de 49 ans, à l'Association des Amis de la Ligne Maginot, laquelle œuvrant depuis 1983, a permis le sauvetage du fort de Schœnenbourg, alors que ses vestiges étaient fort convoités par les ferrailleurs. En lui rendant son aspect d'origine au prix d'un travail bénévole impressionnant, l'association a fait de cet ancien ouvrage de guerre, un site touristique exemplaire recevant quelque 40 000 visiteurs par an,.
- Ligne Maginot[50].

### Mairie, école
Mairie, école de 1881, 7 rue Eckhard.

### Héraldique
| Blason de Ingolsheim | Blason  | D'argent parti de sable, chapé de l'un en l'autre. |
| Blason de Ingolsheim | Détails |                                                    |